# Clara Hätzlerin
Clara Hätzlerin, född 1430, död 1476, var en tysk skrivare. Hon var verksam i Augsburg och är känd för sin sångbok, Liederbuch, från 1471. Gatan Clara-Hätzler-Straße i Augsburg är uppkallad efter henne. 